# Nanjiao (köping i Kina, Shandong)
Nanjiao (kinesiska: 南郊镇, 南郊) är en köping i Kina. Den ligger i provinsen Shandong, i den östra delen av landet, omkring 82 kilometer öster om provinshuvudstaden Jinan. Antalet invånare är 38 155. Befolkningen består av 19 142 kvinnor och 19 013 män. Barn under 15 år utgör 15,0 %, vuxna 15-64 år 73 %, och äldre över 65 år 11,0 %.
Genomsnittlig årsnederbörd är 818 millimeter. Den regnigaste månaden är juli, med i genomsnitt 300 mm nederbörd, och den torraste är januari, med 6 mm nederbörd.